# 人生かくれんぼ
「人生かくれんぼ」（じんせいかくれんぼ）は、1981年8月に五木ひろしが発売したシングルである。

## 収録曲
- 両楽曲共に、編曲：京建輔

1. 人生かくれんぼ（3分40秒）
作詞：たかたかし／作曲：弦哲也
2. ひとすじに…（3分00秒） 
作詞：片桐和子／作曲：三条まさる

## カバー
- 美空ひばり - アルバム『人恋酒～最新演歌名曲名唱集』（1982年2月25日発売）